# A Feather in His Collar

A Feather in His Collar est un court métrage d'animation américain, sorti le 7 août 1946 réalisé par les studios Disney.

## Synopsis
Pluto reçoit une plume rouge pour avoir donné sa réserve d'os lors d'une campagne humanitaire.

## Fiche technique
- Titre original : A Feather in His Collar
- Série : court métrage publicitaire
- Réalisateur : Clyde Geronimi, Wilfred Jackson, Larry Sharpsteen
- Distributeur : Community Chests of America[1]
- Production : Walt Disney Productions
- Date de sortie[1] : 7 août 1946
- Format d'image : Couleur (Technicolor)
- Durée : 1 min
- Langue : (en)
- Pays :  États-Unis